# 哪啊哪啊~神去村
《哪啊哪啊~神去村》（日语：WOOD JOB! 〜神去なあなあ日常〜，小説原名爲），是一部由日本直木獎小說改編的電影，由矢口史靖執導。描述一個大學考試落榜，整天無所事事的18歲男孩，偶然看到林業招工刊物封面上的美女，決定主動應徵的故事。

## 登場人物
| 角色                  | 演員           | 粵語配音 | 備註 |
| 平野勇氣              | 染谷將太       | 張裕東   | 整天無所事事、虛晃渡日的18歲男孩平野勇氣，在大學考試落榜，被女友狠甩，渾渾噩噩只想靠打工過下半輩子時，偶然看到林業用來招募新人的刊物上，竟然出現了絕世美女-石井直紀。於是他自動送上門，來到位於三重縣深山裡的「神去村」裡，展開了想都沒想過的伐木生活。 |
| 飯田與喜              | 伊藤英明       | 雷霆     | 長期在神去村做伐木工作，性格野性兇暴，非常有林業培訓經驗，超級嚴苛的訓練平野勇氣，但為人公正。 |
| 石井直紀              | 長澤正美       | 林元春   | 一個感情受過創傷故而更多地顯現出男性氣質的幹練女孩，騎摩托車、幹男人的活她樣樣會，男孩平野勇氣的出現使她的生活更加複雜和人生更富趣味。 |
| 飯田美紀 （與喜之妻） | 優香           | 魏惠娥   | |
| 中村清一              | 光石研         | 招世亮   | |
| 中村祐子 （清一之妻） | 西田尚美       | 曾秀清   | |
| 田邊巌                | マキタスポーツ | 陳卓智   | |
| 小山三郎              | 有福正志       | 譚炳文   | |
| 林業組合専務          | 近藤芳正       | 葉振聲   | |
| 指導員Ｂ              | 田中要次       | 劉昭文   | |
| 山根利郎              | 柄本明         | 盧國權   | |
| 勇氣之父              | 菅原大吉       | 張炳強   | |
| 勇氣之母              | 廣岡由里子     |          | |
| 高橋玲奈              | 清野菜名       |          | |
| 飯田しげ              | 小野敦子       | 黃玉娟   | |
| 山本翔                | 永沼伊久也     |          | |